# 스테판 네마냐

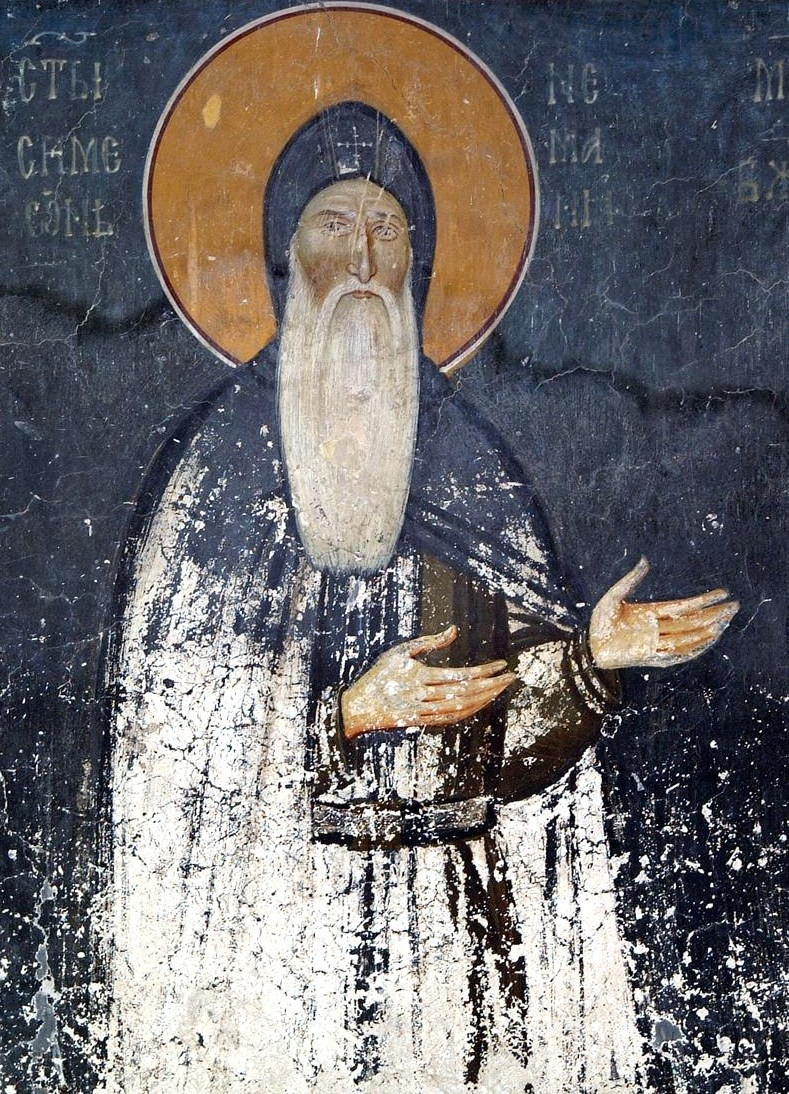
스테판 네마냐를 묘사한 스투데니차 수도원의 프레스코 벽화

스테판 네마냐(세르비아어: Стефан Немања, Stefan Nemanja, 1113년경 ~ 1199년 2월 13일)는 세르비아 대공국의 대공(재위: 1166년 ~ 1196년)이자 세르비아 네마니치 왕조의 시조이다.

## 생애
제타(Zeta, 현재의 몬테네그로 포드고리차)에서 세르비아의 왕족인 자비다(Zavida)의 아들로 태어났다. 1166년 세르비아의 대공으로 즉위한 뒤부터 세르비아의 여러 부족을 통일했다. 비잔티움 제국과의 투쟁에서 승리한 이후에는 독립된 세르비아의 대공으로 즉위하면서 네마니치 왕조 시대를 열었다.
1196년 고령을 이유로 왕위에서 물러난 뒤에 수도원에서 수사로 근무했으며 자신의 이름을 시메온(Symeon)으로 개명했다. 아들인 성 사바(Sava)와 함께 독립적인 세르비아 교회를 건설하는 데에 주력하는 한편 동방 정교회를 수호하기 위해 노력했다. 또한 힐란다르 수도원 건립에 앞장서는 등 세르비아의 문화 발전에 주력했다. 세르비아 정교회는 그가 사망한 이후에 몰약이 흐르는 성 시메온이라는 칭호의 동방 정교회 성인으로 추대했다.

## 같이 보기
- 몬테네그로의 역사